# Luisa Armenteros
Luisa Armenteros (Madrid, 1951) és una actriu espanyola.

## Biografia
Es va formar a la RESAD al costat de, entre d'altres, Manuel Dicenta, Mercedes Prendes i José Carlos Plaza. La seva estrena artística ve de la mà de José Luis Alonso quan participa, als 19 anys, al muntatge de l'obra de Valle-Inclán, Romance de lobos. En els següents deu anys, concentra la seva activitat artística als escenaris, i de nou amb Alonso de Santos, interpreta El círculo de tiza caucasiano (1971) de Bertolt Brecht, Antígona (1971), de Sòfocles al Teatre romà de Mèrida i Las cítaras colgadas de los árboles (1976), d'Antonio Gala.
Havia debutat en televisió el 1972 al programa Divertido siglo, de Fernando García de la Vega. Però és a partir del 1980 quan comencen a ser habituals les seves aparicions a la pantalla petita, i intervé en diverses obres de teatre televisades de l'espai Estudio 1 fins al 1980 i que inclouen Una mujer sin importancia, El perro del hortelano, La dama boba i El genio alegre. El 1981 va presentar el programa Mis terrores favoritos, al costat de Narciso Ibáñez Serrador i el 1985 va participar en el muntatge de la revista Ana María a l'espai La comedia musical española.
Va debutar al cinema el 1981 i ha rodat una desena de títols, gairebé tots comèdies dels anys 1980 i la meitat a les ordres de Mariano Ozores i al costat d'Esteso i Pajares: Padre no hay más que dos (1981), El hijo del cura (1982), El currante (1983), La Lola nos lleva al huerto (1984) i El cura ya tiene hijo (1984).
El 1989 va doblar la Princesa Shaila a la sèrie d'animació La corona màgica.
Des del 1990 ha compatibilitzat teatre i televisió. Sobre els escenaris ha recreat els clàssics del Segle d'or espanyol en obres com Fuenteovejuna (1988), de Lope de Vega o El lindo don Diego (1990), d'Agustín Moreto. A la pantalla petita ha intervingut episòdicament en sèries com Farmacia de guardia (1994), Todos los hombres sois iguales (1997), Compañeros (1999), Se puede? (2004) i El comisario (2005).
Està casada amb l'actor Luis Lorenzo.

## Teatre
- Noche de guerra en el Museo del Prado (2003), de Rafael Alberti.[2]
- La mirada de Julia (2000), de Juanjo Granda.
- El becerro de metal (1998), de Emilia Pardo Bazán.
- La loba (1993), de Lillian Hellman.[3]
- El arrogante español (1991), de Lope de Vega.
- El lindo don Diego (1990), de Agustín Moreto.[4]
- El mágico prodigioso (1989), de Calderón de la Barca.
- Fuenteovejuna (1988), de Lope de Vega.
- La pájara pinta (1987), de Rafael Alberti.
- No hay burlas con el amor (1986), de Calderón de la Barca.
- La puerta del ángel (1986), de José López Rubio.[5]
- Al derecho y al revés (1984), de Michael Frayn
- La dama de Alejandría (1980), de Calderón.[6]
- Las cítaras colgadas de los árboles (1976), d'Antonio Gala.[7]
- La jaula (1972), de José Fernando Dicenta.[8]
- Antígona (1971), de Sófocles en el Teatro romano de Mérida.
- El círculo de tiza caucasiano (1971) de Bertolt Brecht.
- Romance de lobos (1970), de Valle-Inclán.